# Indicana
Indicana (também indicano) é um composto orgânico incolor, solúvel em água, naturalmente ocorrendo nas plantas do gênero Indigofera. É um precursor do corante anil (índigo).